# Luchthaven Alexandrië
Luchthaven Alexandrië (IATA: ALY, ICAO: HEAX) is een luchthaven bij Alexandrië, Egypte, 7 km ten zuidwesten van het centrum.
In 2007 bediende de luchthaven 795.128 passagiers, een groei van 28% ten opzichte van 2006.
De luchthaven werd in 2011 stilgelegd voor ingrijpende renovaties, en al het verkeer werd overgebracht naar Luchthaven Borg El Arab. De regering maakte vervolgens bekend dat de luchthaven niet meer opengaat.

## Luchtvaartmaatschappijen en bestemmingen
Naar Alexandrië wordt zowel internationaal als binnenlands gevlogen
- Air Arabia - Sharjah
- AlMasria Universal Airlines - Djedda, Koeweit
- Buraq Air - Benghazi
- EgyptAir - Caïro, Dammam,Djedda, Koeweit, Medina, Riyadh
- EgyptAir (uitgevoerd door EgyptAir Express - Caïro, Hurghada, Sharm El-Sheikh, Marsa Alam; Beiroet (seizoensgebonden)
- Libyan Airlines - Benghazi, Misurata, Tripoli
- Qatar Airways - Doha